# Sumqayıt Futbol Klubu
Sumqayıt Futbol Klubu é uma equipe azeri de futebol com sede em Sumgayit, Disputa a primeira divisão de Azerbaijão (Liga Yuksak).
Seus jogos são mandados no Kapital Bank Arena, que possui capacidade para 3.000 espectadores.